# 高尔山风景区

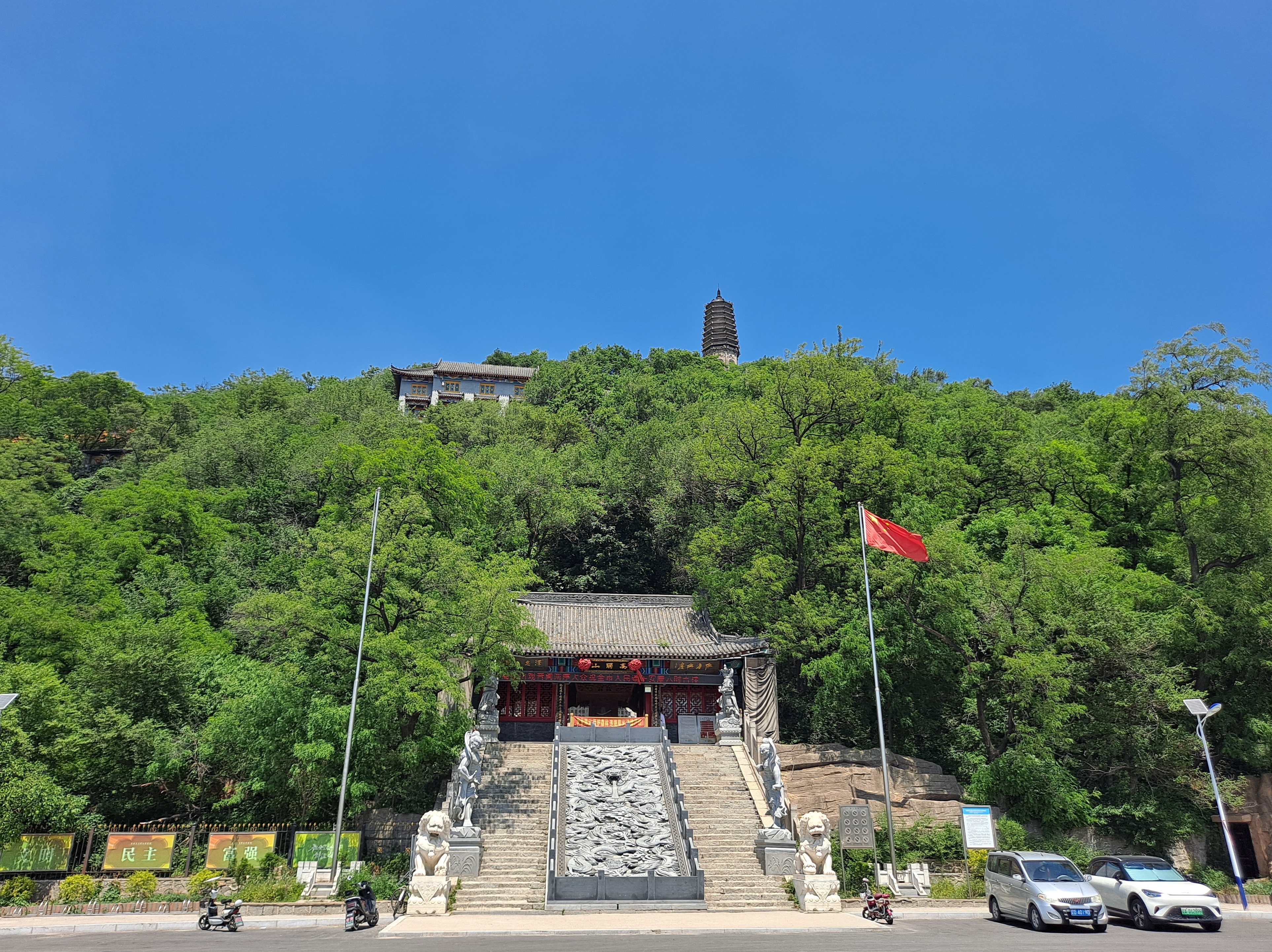
高尔山风景区

高尔山风景区，原名高尔山公园，位于辽宁省抚顺市顺城区高山路，地处抚顺市的北高尔山上，占地240公顷，是集自然山林，名胜古迹为一体的综合性市级公园，也是辽宁省唯一建立在古城遗址上的公园。2014年10月31日晋升为国家“AAA”级景区。

## 简介
高尔山公园原属抚顺市城市管理局园林处，2011年8月1日正式由市管单位划归顺城区，更名为抚顺市顺城区高尔山风景区。园内地势起伏多变，海拔高度80－230米之间，因地势雄险、高屋建瓴，历史上为各个朝代所重视。汉代的高句丽山城和唐朝时的安东都护府均建于此。园内建有皇家古典园林建筑锁阳槐荫、锁阳楼、配殿、八角亭、五角亭及长廊等，有距今900余年的辽代八角九级密檐式古塔；有清代的古刹观音阁；有土门叠翠、松林杏雨、万山朝塔、登道流丹等景观。高尔，满语为山槐，意即此地山槐树颇多。而事实上高尔山却也多树，森林覆盖率高达90%。

## 高尔山辽塔

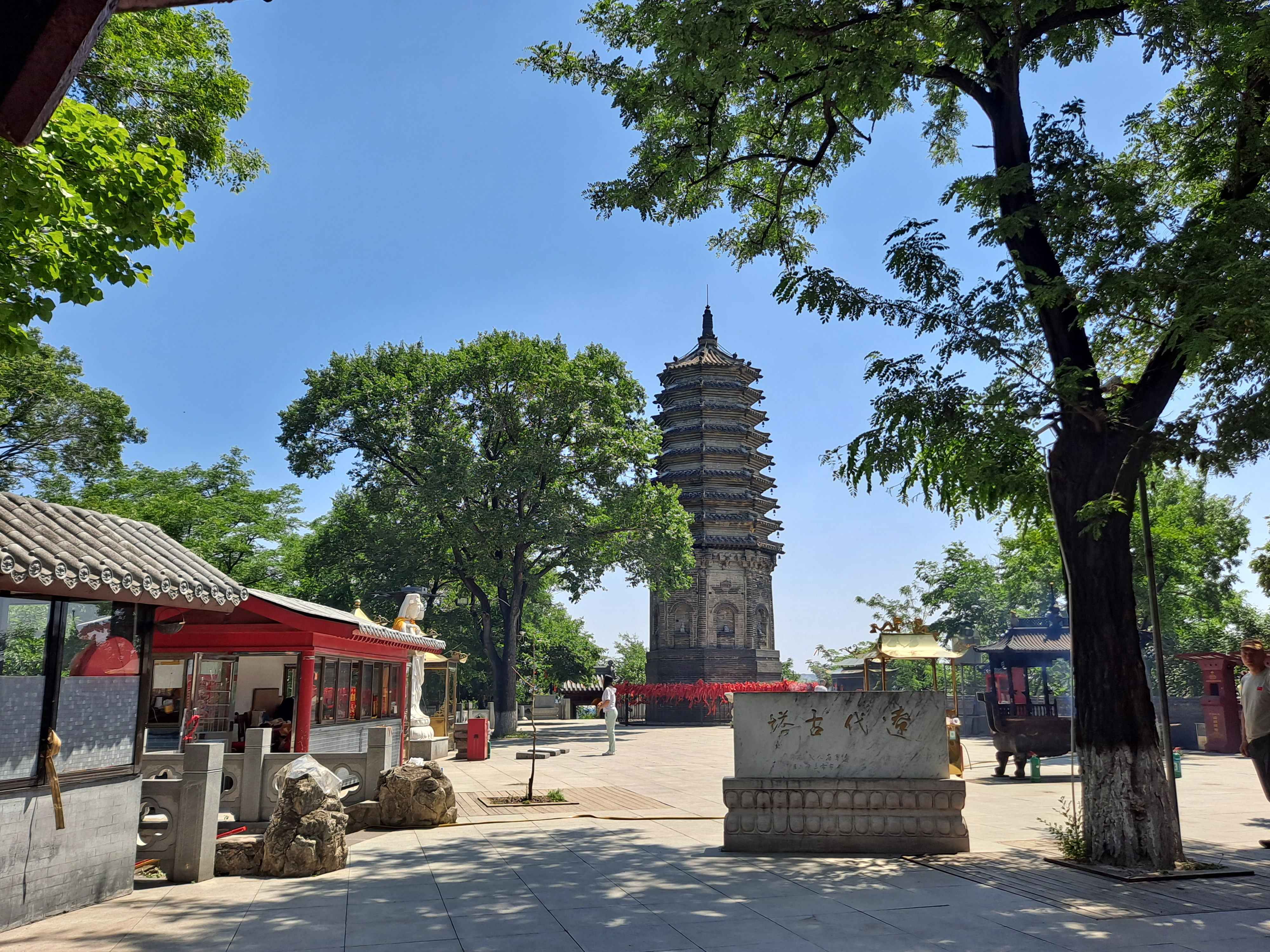
高尔山塔院

高尔山上有一座辽代的砖塔，因居于高尔山上而称高尔山辽塔。辽塔用青砖砌筑，造型为八角九级密檐，顶部塔刹已无存。塔身八角有砖磨椅柱，八面均有进深15厘米的长方形券顶佛龛，龛上有砖雕宝盖，左右两侧有飞天拱托，龛内设须弥座，座上原置浮雕佛像。九级密檐间距从下至上递减收分。《抚顺县志胜迹略》中载：“疑为唐制住持复赓藏骨之塔”。1993年6月，在古塔附近出土一个石经幢，经幢第一面末行刻有“大安四年八月日建”字样。由此认定高尔山塔建于辽代大安四年（1088年）。

## 观音阁
观音阁为明代建筑，以供奉观世音菩萨而得名。位于高尔山辽塔南侧的平坦山崖上。观音阁分上下两院，上院青砖建筑有观音阁、东殿、钟楼。东侧靠山有一清虚洞。上院之内共有大小石碑七座，多为修缮庙宇捐款之人名录，分为康熙五十五年（1716年）、道光八年（1828年）、光绪十三年（1887年）、民国年间所立。阁内多刻有文人雅士诗文对联。观音阁两侧门柱置有一副楹联描写观音阁的形势云：“山逼诸天，到此已穷千里目；门依半岭，何须再上一层楼”。下院兴建较晚，为长方形院落，院内原有大殿和两配殿。下院因坍塌拆除，改造成仿古建筑“锁阳楼”。